# Rode Loper (Haarlem)
De Rode Loper is een straatherinrichtingsproject in Haarlem-Centrum. De straten zijn tussen 2011 en 2012 heringericht en zijn daarmee autoluw gemaakt en aangelegd als gebied voor voetgangers en fietsers. De realisatie van de Rode Loper vloeit voort uit het masterplan Spoorzone en behelst het plan om de verbinding tussen het Stationsplein en de Grote Markt te verbeteren.
Tevens werden met de herinrichting van het Stationsplein de verkeerssoorten op het plein gescheiden, zodat de omgeving van het plein opgewaardeerd zou kunnen worden. Aan de westzijde van het plein ontstond zo ruimte voor een voetgangersplein die samen met de Kruisweg, Kruisstraat en de Smedestraat werden heringericht als langzaamverkeersroute, de zogenaamde Rode Loper. Hiernaast werden ook de Jansweg en de Jansstraat heringericht, waar onder andere het riool werd vervangen. In het voorlopig plan werd ook gesproken over de Nieuwe Grachtgarage, deze is echter nooit gerealiseerd.

## Rode Loperbrug of Dolhuysbrug
In 2012 en opnieuw in 2017 werd het idee in de gemeenteraad besproken om de Rode Loper middels een brug door te laten lopen over de Schotersingel. De Rode Loperbrug of Dolhuysbrug, vernoemd naar museum het Het Dolhuys waar de brug vlak langs zal kunnen lopen, zal de Kruisweg dan verbinden met de Kennemerstraat. Deze straat is feitelijk een 17e-eeuws restant van de Kruisweg die door de aanleg van de singels werd doorsneden. Wanneer de brug gerealiseerd zal worden ontstaat er een doorgaande route naar Haarlem-Noord en wordt de oversteek ter hoogte van de Kennemerbrug ontlast.